# Colpoptera albavenosa
Colpoptera albavenosa är en insektsart som beskrevs av Caldwell 1945. Colpoptera albavenosa ingår i släktet Colpoptera och familjen sköldstritar. Inga underarter finns listade i Catalogue of Life.